# TheTVDB
TheTVDB.com — открытая база данных по многим телевизионным сериалам на разных языках; содержит информацию, которая может быть изменена и дополнена любым пользователем. Вся информация и изображения на сайте загружены пользователями, для других пользователей.
Вся база данных и веб-сайт являются открытыми для использования и распространяются по лицензии GNU General Public License.
На сайте используется совместное редактирование для стандартизации и улучшения качества представленной на сайте информации.

## API
Сайт поддерживает полное XML API, которое позволяет другим веб-сайтам и приложениям использовать предоставляемую информацию.